# 三国遺事
『三国遺事』（さんごくいじ）は、13世紀末に高麗の高僧一然（1206年 - 1289年）によって書かれた私撰の史書。大部分の撰述の時期は1270年代後半から1280年代中頃であり、一然の没後に弟子の無極（宝鑑国師の混丘）が補筆・署名し、刊行されたと見られる。
朝鮮半島における現存最古の史書である『三国史記』（1145年完成）に次ぐ古文献ではあるが、由来の怪しい古書を引用するなど、史書としての問題点は少なくない。しかし、三国時代及びそれ以前の朝鮮半島の歴史を記した資料は極めて乏しいということもあって、『三国史記』と並んで朝鮮半島古代史の基本文献として扱われている。また、『三国史記』が名だけを留めて収めなかった郷歌（きょうか、ヒャンガ）を14首伝えており、言語学資料としての価値も高い。

## 概要
官撰の『三国史記』は儒学者である金富軾の編纂になるものであって、その姿勢はあくまでも中国史書の書式（紀伝体）に忠実であろうとしたために、三国時代の故事・伝承が数多く削り落とされている。またその当時利用が可能であった中国の書籍を資料として利用しているため、例えば「卑彌乎」（卑弥呼か）の記載があるなど不自然な点もある。特に新羅の立場から編集しているため利用には注意を要する。金富軾の編集態度に不満を抱いた一然は、『三国史記』が取りこぼした故事を拾い集め、また自身の禅僧としての立場から仏教の普及に関わる事実とをあわせて収録しようとした。正史からこぼれ落ちた説話などをかき集め整理したものとして遺事と称したが、ただ単に『三国史記』を補おうとする位置づけではなく、「王暦」末尾の中国諸王朝について元を記さずに宋（南宋）で終えて大宋と記し、紀異篇の最初に檀君を記しているなど、一然が編纂にあたった当時の元の支配に反対し、民族の自主独立を掲げようとする姿勢も見せている。
フォックスコン出身の人材管理専門家として韓民族にも詳しい台湾の作家の何則文によると、『三国遺事』は、4世紀に東晋の干宝が著した『捜神記』と酷似している史書とは名ばかりの数多の民間の奇怪な伝承を集めた志怪小説の記録集と指摘している。
北海道教育大学の栗原薫は、「『三国史記』は平安末、『三国遺事』は鎌倉時代に成立したもので、我国上代より七百年以上距った述作であり、漢史に依拠した編輯という事もあって、元来軽視されていた」と指摘している。

## 構成
- 巻一：王暦・紀異
- 巻二：紀異
- 巻三：法興・塔像
- 巻四：義解
- 巻五：神呪・感通・避隠・孝善

全五巻九篇から成り、
- 巻一の「王暦」は新羅・高句麗・百済・駕洛国の王代と年表を記し、「紀異」は檀君朝鮮に始まる諸国の興亡と新羅各王の逸聞を記す。
- 巻二は前巻の紀異に続けて、新羅の末代の金傅大王（敬順王）の後に百済・後百済・駕洛国について記す。
- 巻三以降では仏教史関係のものであり、「法興」「塔像」は新羅を中心とした仏教受容の事実、「義解」は高僧と律師の伝記、「神呪」は密教の神僧の事跡、「感通」は修行の末の神意の感応、「孝善」は仏法に則った孝行と応報の美談、をそれぞれ記す。

## テキスト
版本では李氏朝鮮の中宗の正徳7年（1512年）刊行のいわゆる正徳本が最良とされている。これを18世紀の安鼎福が手写したものを、日本では大正10年（1921年）に京都帝国大学文学部叢書として縮少影印し、後に昭和3年（1928年）に今西龍の校訂によって朝鮮史学会本として活字化された。また、同影印本は昭和7年（1932年）に京城（ソウル特別市）の古書刊行会より原寸大に再影印された。朝鮮史学会での活字本はその後も校訂が進められ、1973年発行の第3版が最良のテキストになっている。
また、恐らく文禄の役（1593年）のときに持ち帰られたと思われるものが尾張徳川家と東京の神田家とにそれぞれ伝わっている。これらは王暦の巻頭の二葉ほか複数の箇所で落丁・欠字していたが、他書によって補訂されたものが明治37年（1904年）に文科大学史誌叢書として刊行されている。